# Gnophomyia podacantha
Gnophomyia podacantha är en tvåvingeart som beskrevs av Alexander 1944. Gnophomyia podacantha ingår i släktet Gnophomyia och familjen småharkrankar.
Artens utbredningsområde är Costa Rica. Inga underarter finns listade i Catalogue of Life.